# Аар
 Тази статия е за реката.  За мерната единица вижте Ар.  
Аа̀р (на френски: Aar; на немски: Aare, Аа̀ре) е река в Швейцария (кантони Берн, Золотурн и Ааргау), най-голямата изцяло в границите на страната, ляв приток на Рейн. Дължината ѝ е 288 km, а площта на водосборния ѝ басейн – 17 720 km².

## Географска характеристика
Река Аар води началото си на 2372 m н.в., от долната част на ледника Аар, в Бернските Алпи, в югоизточната част на кантона Берн. Веднага след изтичането си от ледника протича през двете изкуствени езера Обераар и Гримзал, завива на север и при селището Хандег образува водопада Хандег, висок 46 m (втори по височина в Европа). След това реката протича през широката трогова долина Хаслетал, като постепенно завива на северозапад и запад и протича последователно през езерата Бриенцко (564 m н.в.) и Тунско (558 m н.в.). След изтичането си от Тунското езеро Аар тече в северозападна посока, преминава през центъра на швейцарската столица Берн и протича през Билското езеро (429 m н.в.). След изтичането си от него тече в североизточна посока в широка долина по Швейцарското плато. В най-долното си течение отново завива на север и се влива отляво в река Рейн, на 311 m н.в., при град Кобленц в кантона Ааргау.
Водосборният басейн на Аар обхваща площ от 17 720 km², което представлява 9,56% от водосборния басейн на Рейн. Речната мрежа на Аар е двустранно развита, но десните му притоци са по-дълги и по-пълноводни. На северозапад и изток водосборният басейн на Аар граничи с водосборните басейни на реките Бирс, Тур и други по-малки, леви притоци на Рейн, на югоизток – с водосборния басейн на река По (от басейна на Адриатическо море), а на юг и запад – с водосборния басейн на река Рона (от басейна на Средиземно море).
Основни притоци:
- леви – Кандер (61 km, 1094 km²), Зане (Сарин, 126 km, 1893 km²), Цил (Тиел, 120 km, 2728 km²);
- десни – Еме (82 km, 976 km²), Ройс (164 km, 3426 km²), Лимат (141 km, 2412 km²).[2]

Река Аар има предимно снежно-ледниково и частично дъждовно подхранване с пролетно-лятно пълноводие и епизодични летни и зимни прииждания в резултат на поройни дъждове през лятото или бързи затопляния през зимата. Средният годишен отток в долното ѝ течение е 560 m³/sec.

## Стопанско значение, селища
Аар има важно транспортно и енергийно значение за Швейцария. Плавателна е за плиткогазещи речни съдове до Тунското езеро. В горното ѝ течение са изградени 3 ВЕЦ-а („Интеркирхен“, „Хандег І“ и „Хандег ІІ“). Чрез плавателен канал по река Цил е свързана с Нюшателското езеро.
Долината на реката е гъсто заселена, като най-големите селища са градовете:
- кантон Берн – Интерлакен, Тун и Берн;
- кантон Золотурн – Золотурн и Олтен;
- кантон Ааргау – Аарау и Брук.[2]